# Schempp-Hirth Discus 2
Dimensions

## Histoire
Le Schempp-Hirth Discus-2 est un planeur de classe standard fabriqué par la société Schempp-Hirth depuis 1998. Il a remplacé le Discus, son prédécesseur chez Schempp-Hirth, qui jouit d'un large succès.
Du côté de l'aile la forme presque en croissant du bord d'attaque est proche de celle du Discus mais est désormais dessinée en trois segments. Une section d'aile est entièrement nouvelle. Le dièdre des bouts d'aile a été considérablement augmenté comparé au Discus. Les winglets Maughmer sont apparus ensuite sur la série, retrofit possible, dénomination commerciale Discus 2ax ou Discus 2bx (voir photo).
La version avec un fuselage étroit s'appelle le Discus-2A et la version plus large de fuselage s'appelle le 2B. Le fuselage a été spécifiquement conçu pour résister aux chocs les plus violents. Bien que réussi, le Discus-2 a souffert de la concurrence du Rolladen-Schneider LS8 et de l'Alexandre Schleicher ASW-28 et ne s'est pas aussi bien vendu que son prédécesseur, qui fut incontesté pendant de nombreuses années.
Une version avec une envergure de 18 mètres, nommée Discus-2C 18m a été lancée en 2004. De petits saumons, en option, lui permettent de voler comme planeur de classe standard (15 mètres d'envergure). Une version nommée Discus-2T fut équipée d'un petit moteur d'appoint (turbo).

## Données techniques
| Type                         | Discus 2A       | Discus 2B       | Discus 2C 15 m  | Discus 2C 18 m  |
| ---------------------------- | --------------- | --------------- | --------------- | --------------- |
| Catégorie                    | Classe standard | Classe standard | Classe standard | Classe standard |
| Nombre de places             | 1               | 1               | 1               | 1               |
| Dimension                    |                 |                 |                 |                 |
| Longueur                     | 6,41 m          | 6,81 m          | 6,81 m          | 6,81 m          |
| Envergure                    | 15 m            | 15 m            | 15 m            | 18 m            |
| Surface alaire               | 10,16 m²        | 10,16 m²        | 10,16 m²        | 11,36 m²        |
| Allongement                  | 22,2            | 22,2            | 22,2            | 28,5            |
| Profil aérodynamique         | Horstmann-Quast | Horstmann-Quast | Horstmann-Quast | Horstmann-Quast |
| Masses et charge             |                 |                 |                 |                 |
| Poids à vide                 | 242 kg          | 252 kg          | 266 kg          | 278 kg          |
| Ballast                      | 110 kg          | 110 kg          | environ 200 kg  | environ 200 kg  |
| Poids max                    | 525 kg          | 525 kg          | 525 kg          | 565 kg          |
| Charge alaire                | 30,5-51,7 kg/m² | 30,5-51,7 kg/m² | 33-52 kg/m²     | 31-50 kg/m²     |
| Caractéristique de vol       |                 |                 |                 |                 |
| Vitesse maximale (VNE)       | 250 km/h        | 250 km/h        | 280 km/h        | 280 km/h        |
| Vitesse maximale de manœuvre | 200 km/h        | 200 km/h        | 190 km/h        | 190 km/h        |
| Taux de chute minimum        | 0,59 m/s        | non communiqué  | non communiqué  | non communiqué  |
| Finesse maximale             | 42,5            | 42,5            | 42,5            | 50              |

### Source
- Specifications of Schempp-Hirth Discus 2
- Site de la société de construction Schempp-Hirth ((en) et (de), voir aussi version française sous Schempp-Hirth)
- Sailplane Directory